# 新布列伊斯基
新布列伊斯基（羅馬化：Novobureyskiy）是俄罗斯阿穆尔州的市级镇、布列亚区行政中心，位于阿穆尔河支流布列亚河右岸。
该地2021年有人口6,572人；2010年人口8,344；2002年人口8,892；1989年人口8,988。

## 地理

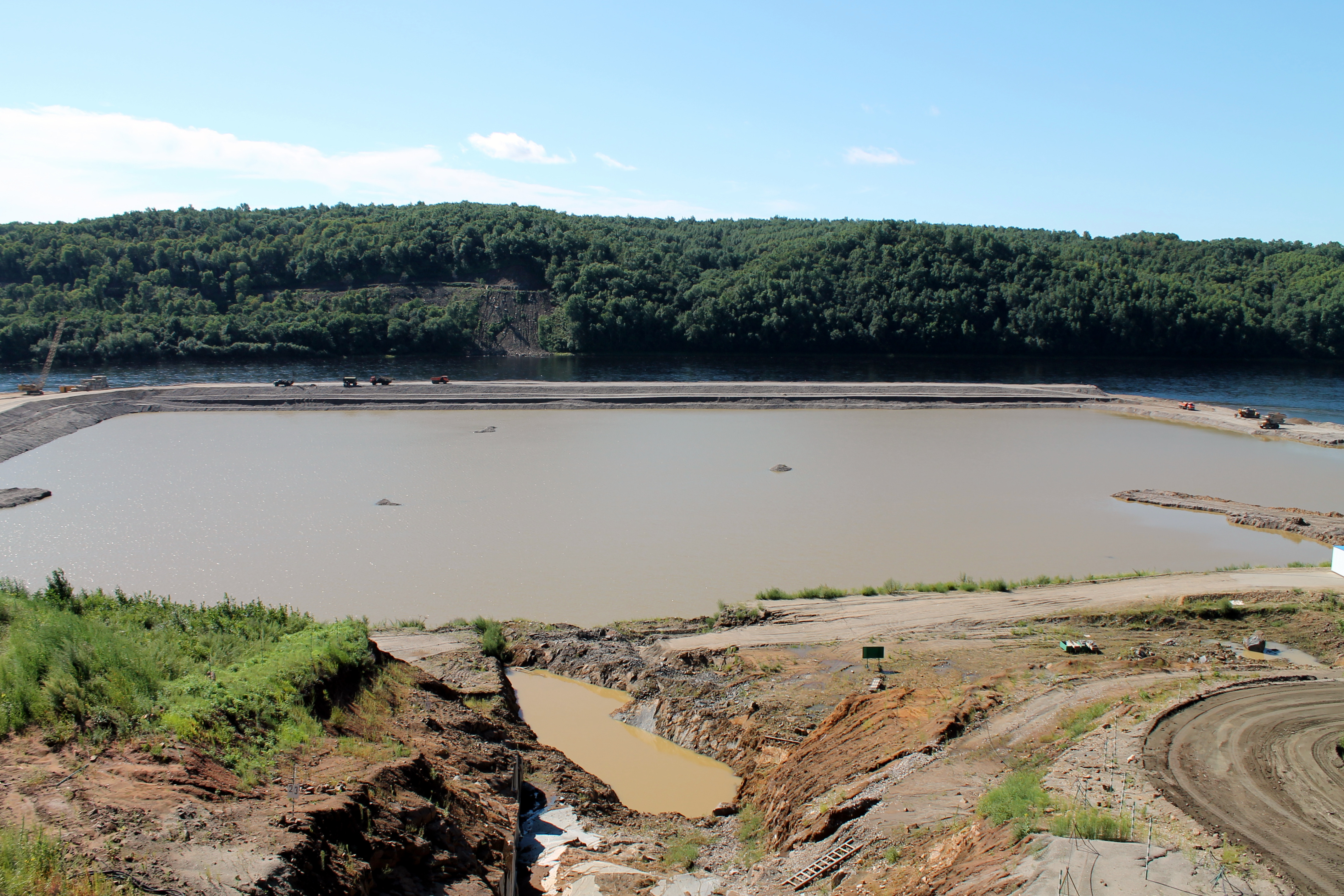
新布列伊斯基附近大坝建设工地

新布列伊斯基位于州府海兰泡东南约175千米处，布列亞河河畔。从2010年开始正在建造1930年代里已经计划的布列亞河下游水电站位于新布列伊斯基上游（东方）数千米处。

## 历史
1900年今天新布列伊斯基下游数千米处的一个村落在这里建造了一个新的居民点。1910年修建铁路。1935年它的正式名称为布列亚渡口。1949年居民点正式成为一座城市级的居民点时获得新布列伊斯基的名称。1963年新布列伊斯基成为1935年成立的布列亚区的中心，此前该区的行政中心位于布列亚。

### 人口发展
| 年   | 人   |
| ---- | ---- |
| 1939 | 3197 |
| 1959 | 5972 |
| 1970 | 8741 |
| 1979 | 8649 |
| 1989 | 8988 |
| 2002 | 8892 |
| 2010 | 8344 |
| 2021 | 6572 |

注释：人口普查数据

## 交通
连接赤塔和哈巴羅夫斯克的R297公路在新布列伊斯基以东通过当地。R297公路跨越布列亚河的桥长700米，是1998年到2001年间建成的。地区公路R461公路在新布列伊斯基从主公路分出，通过布列亚、普罗格列斯、赖奇欣斯克通往海兰泡。
西伯利亞鐵路在新布列伊斯基下游的两座桥上跨越布列亚河，其中老的那座桥是1914年建成的。离新布列伊斯基最近的火车站位于布列亚，离莫斯科的里程碑8030千米处。从布列亚分出数条的工业专用铁路通到新布列伊斯基。